# Rode kieuwdraadjesworm
Rode kieuwdraadjesworm (Cirriformia tentaculata) is een borstelworm uit de familie Cirratulidae. Het lichaam van de worm bestaat uit een kop, een cilindrisch, gesegmenteerd lichaam en een staartstukje. De kop bestaat uit een prostomium (gedeelte voor de mondopening) en een peristomium (gedeelte rond de mond) en draagt gepaarde aanhangsels (palpen, antennen en cirri).
Cirriformia tentaculata werd in 1808 voor het eerst wetenschappelijk beschreven door Montagu. In oktober 2013 werden exemplaren in de buurt van Zierikzee  in de Oosterschelde aangetroffen.

## Bron
- Bellan, G. (2011). Cirriformia tentaculata (Montagu, 1808). In: Read, G., Fauchald, K. (ed.) (2011). World Polychaeta database. Gebaseerd op informatie uit het World Register of Marine Species, te vinden op http://www.marinespecies.org/aphia.php?p=taxdetails&id=129964.